# Den gröna boken
Den gröna boken (arabiska الكتاب الأخضر, al-kitāb al-aḫḍar) kallas en bok skriven av Muammar al-Gaddafi, där han framlägger sin politiska ideologi: islamisk socialism. Den publicerades första gången 1975. 1977 kom den ut på svenska i översättning av Anders Hallengren.
Det tyska ishockeylaget Iserlohn Roosters gjorde på 1980-talet reklam för boken på spelarnas hockeytröjor.
| ”                                             | Så snart en parlamentarisk församling existerar, underförstås folkets frånvaro. Sann demokrati har till innebörd att folket självt deltar och inte företräds av någon annan. Parlamenten har blivit en legal barriär mellan folket och maktutövningen, där massorna uteslutits ur politiken och en myndighet satts i deras ställe. För folkets del återstår då bara det yttre skenet av demokrati - de långa köerna till valurnorna | „ |
| – sid. 7 i 1987 års utgåva. Tryckt i Tripoli. | |   |